# Union nationale des parachutistes
Vous pouvez aider à l'améliorer ou bien discuter des problèmes sur sa page de discussion.
- Il ne cite pas suffisamment ses sources. Vous pouvez indiquer les passages à sourcer avec {{référence nécessaire}} ou {{Référence souhaitée}}, et inclure les références utiles en les liant aux notes de bas de page. (Marqué depuis avril 2024)
- Certaines informations devraient être mieux reliées aux sources mentionnées dans la bibliographie ou les liens externes. Améliorez sa vérifiabilité en les associant par des références. (Marqué depuis avril 2024)
- Il ne s’appuie pas, ou pas assez, sur des sources secondaires ou tertiaires. (Marqué depuis avril 2024)

- Archive Wikiwix
- Bing
- Cairn
- DuckDuckGo
- E. Universalis
- Gallica
- Google
- G. Books
- G. News
- G. Scholar
- Persée
- Qwant
- (zh) Baidu
- (ru) Yandex
- (wd) trouver des œuvres sur Wikidata

L'Union nationale des parachutistes (UNP) est une association française regroupant d'anciens parachutistes militaires. Cette association a été créée en 1963 et reconnue d'utilité publique par le décret du 11 septembre 1978. Elle est apolitique et sans attache confessionnelle.

## Objectifs
Cette association est ouverte aux titulaires du brevet parachutiste militaire, ainsi qu'aux brevetés pré-militaires en tant que membres associés. Elle a pour but de rassembler tous les parachutistes militaires français autour des valeurs d'unité, de solidarité, d'exemplarité et de patriotisme propres aux unités aéroportées, ainsi que défendre la mémoire de leurs morts et venir en aide aux familles de ceux-ci.  L'UNP dispose d'une revue trimestrielle, Debout les paras. 

## Organisation
Le premier président en fut le colonel Roger Trinquier.
- ?-2014 : Christian Piquemal
- 2014-2017 : Thierry Cambournac

Depuis le dernier congrès national de Verdun, en 2017, le président est le général Patrice Caille.
L'UNP est organisée en un conseil d'administration central et un maillage territorial de sections départementales. Des délégués régionaux relaient l'action du bureau national auprès des sections locales, administrées elles aussi par des bureaux élus en assemblées générales annuelles par les adhérents. Des amicales régimentaires, des associations d'anciens et des clubs sportifs affiliés complètent, tant en France, dans les DOM - TOM qu'à l'étranger, cette structure territoriale.
Les activités des sections et du siège national sont essentiellement articulées autour des manifestations à caractère patriotique, commémorations (14 juillet, 11 novembre, 8 mai) hommages et célébrations, notamment du Saint Patron des parachutistes, l'Archange Saint Michel le 29 septembre. Des activités sportives (marches, raids, concours de tir) et représentatives (journées des associations des municipalités, par ex.), s'ajoutent à ces actions destinées à resserrer les liens de la famille parachutiste militaire et participer à la formation civique et physique de la jeunesse.